# Pavol Horváth
Pavol „Paľo“ Horváth (* 14. března 1963) je slovenský baskytarista známý z hard rockové skupiny Tublatanka, ve které působil od roku 1982. S tou nahrál 5 studiových alb a odešel v roce 1993. Jeho vysoce položený vokál je typický pro mnoho skladeb Tublatanky jako např. Prométheus, ve kterých byl Horváth hlavním zpěvákem. V roce 1996 se jako zpěvák, spolu s Peci Uherčíkem a Ferem Griglákem, podílel na studiovém projektu Magma.
Po většinu období v Tublatance hrál na basovou kytaru Fender Precision Bass; jak prsty, tak i trsátkem.